# Profeta pensativo (Donatello)

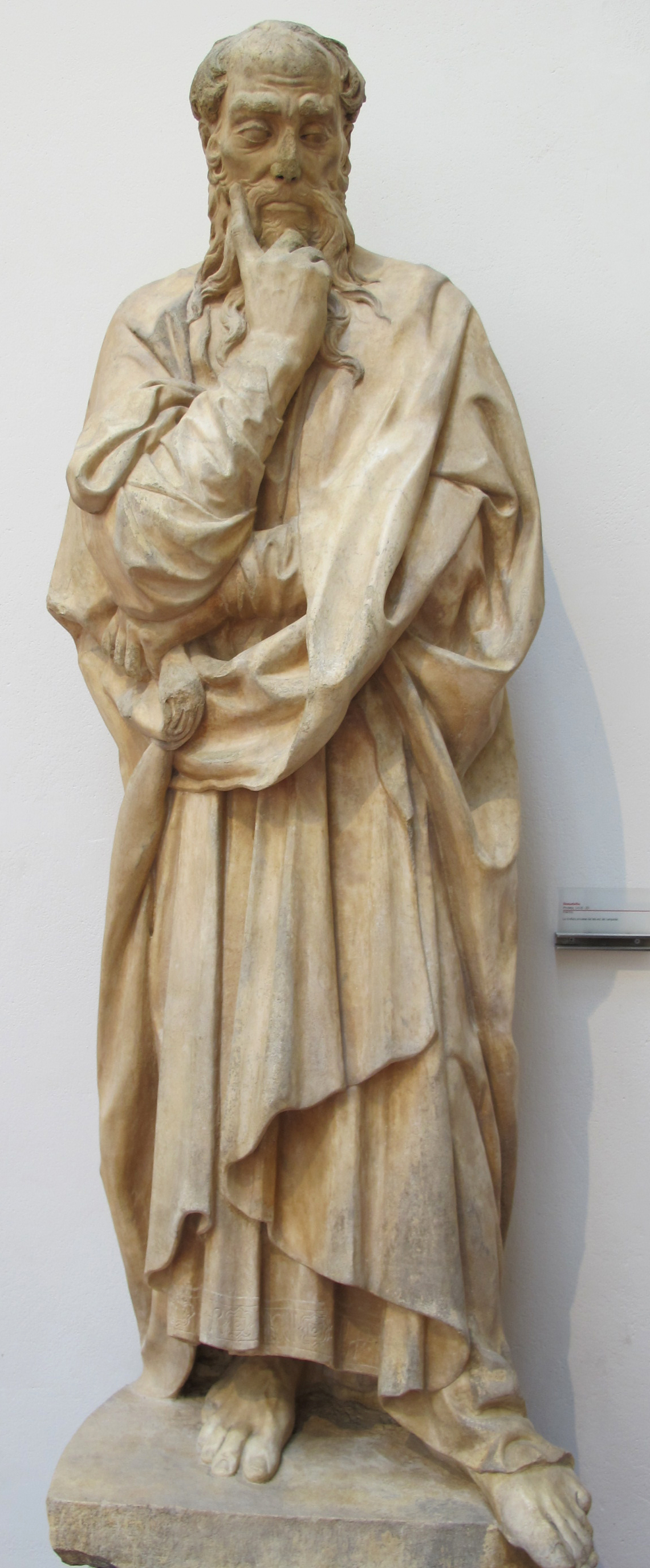
El Profeta pensativo de Donatello.

El Profeta pensativo es una escultura de Donatello de las hornacinas de la tercera orden del campanario de la catedral Santa María del Fiore, que data de 1418-1420. El mármol blanco es de tamaño 193x64x44 cm y está conservado en el Museo dell'Opera del Duomo (Florencia). 

## Historia
La estatua fue la primera desde el lado derecho de la cara del este de la torre, hacia la cúpula de Brunelleschi, que todavía no se había construido. Las otras tres estatuas de este lado son el Profeta imberbe, también de Donatello (1416-1418), el Profeta barbudo de Nanni di Bartolo (1408) y el Sacrificio de Isaac de Donatello y Nanni di Bartolo (1421). 
Las estatuas de las hornacinas fueron trasladadas al museo en 1937 y sustituidas por unas copias las del exterior. Ennegrecidas por el paso del tiempo, algunas como el Profeta pensativo aún no ha sido restaurada.

## Descripción
El personaje de la estatua no ha sido claramente identificado por la falta de atributos iconográficos, por lo que es llamado por el nombre convencional de Profeta pensativo, a causa del gesto que realiza con la cabeza baja y la mano apoyada en el mentón. La estatua se caracteriza por un gran realismo y una profunda intensidad en la expresión con un sentido de la energía retenida como las mejores obras de Donatello.